# Команды SWAT ФБР

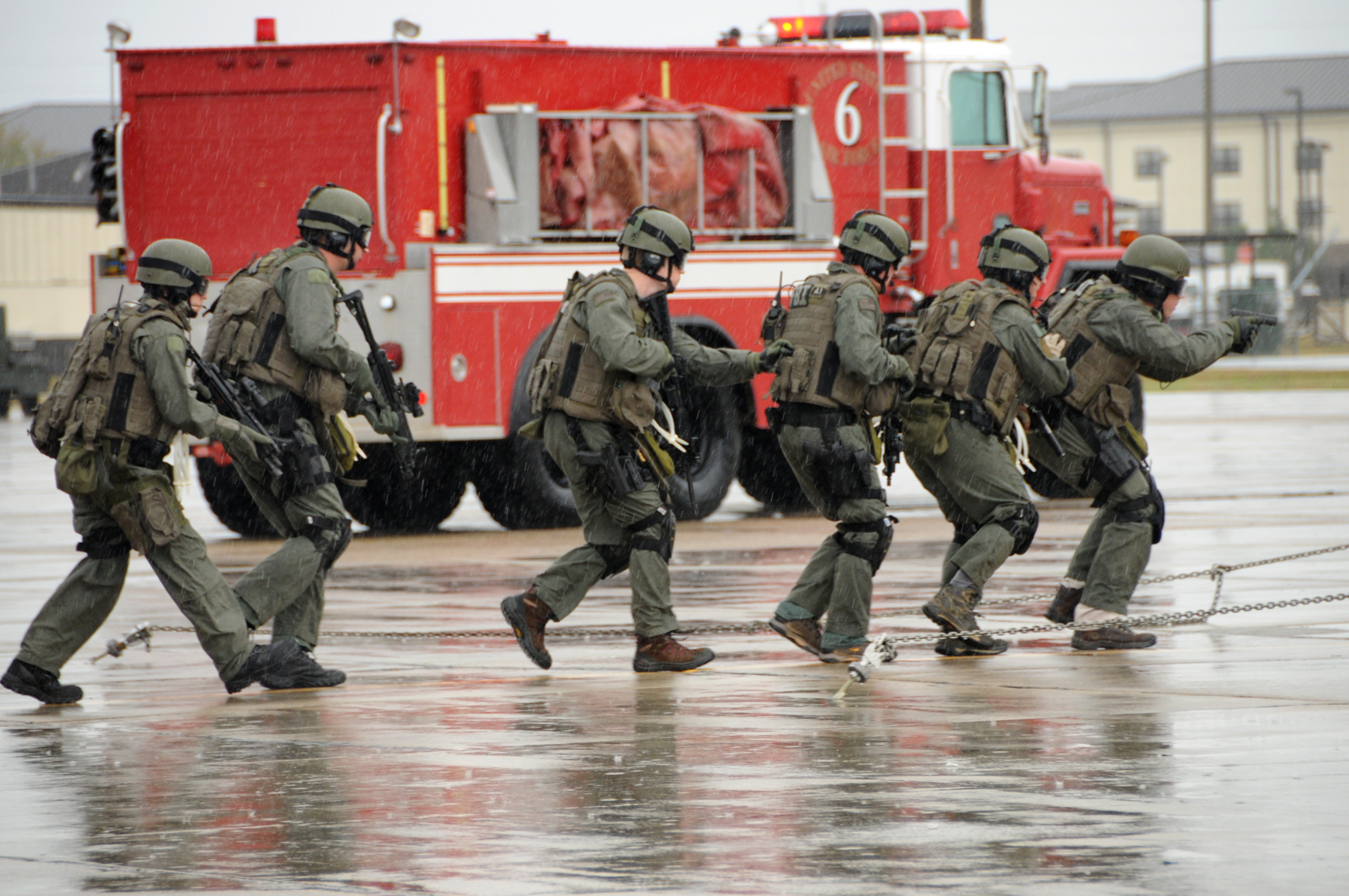
Команда FBI SWAT на Кислер (авиабаза)

Команды SWAT ФБР (англ. Federal Bureau of Investigation Special Weapons And Tactics Teams; FBI SWAT Teams) — специальные боевые подразделения Федерального бюро расследований (ФБР), эквивалент полицейского SWAT. Они имеются при каждом из 56 региональных отделов ФБР. В случае возникновения крупномасштабных проблем, если местные правоохранительные органы не имеют ресурсов для урегулирования ситуации, команды FBI SWAT из местного отдела, а также и за пределами региона, могут направиться для оказания помощи местным властям.
Структурно относится к секции тактических операций Группы по реагированию на критические инциденты ФБР.

## Задачи FBI SWAT

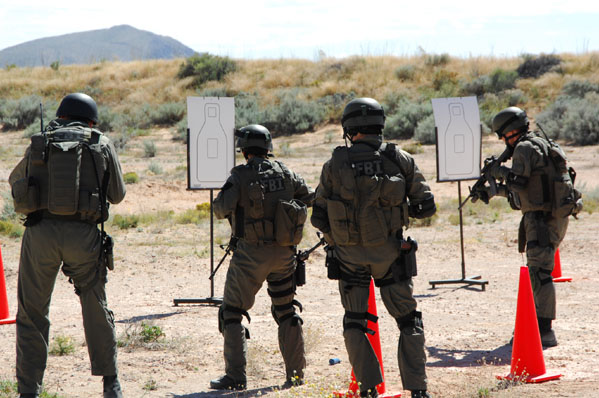
Учения FBI SWAT, региональный отдел в Эль-Пасо

Команды FBI SWAT могут выполнять задачи различного уровня сложности и риска.
- Задержание/уничтожение террористов.
- Освобождение заложников.
- Отслеживание беглецов в сельской местности.
- Охрана высокопоставленных лиц и VIP.
- Штурм зданий.
- Предотвращение террористических актов.
- Выполнение таких операций, которые обычным командам SWAT не по силам (штурм зданий наркобаронов).
- Крупномасштабные контртеррористические операции.
- Устранение угрозы применения ядерных бомб, химического оружия, ОМП и т. д.

## Вооружение и экипировка FBI SWAT

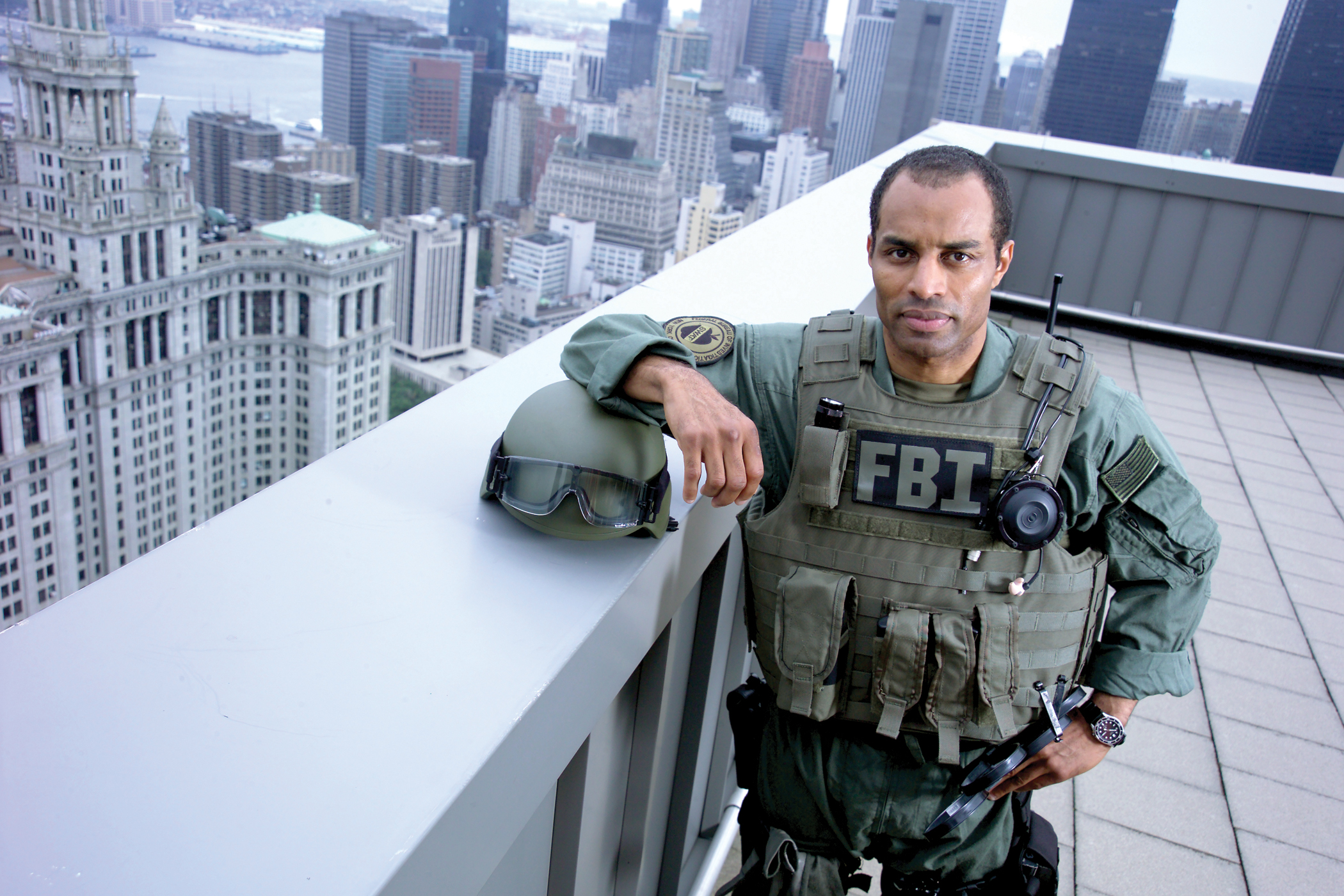
Боец FBI SWAT, региональный отдел в Нью-Йорке

Команды FBI SWAT используют различные виды оружия, которое обычно активно используется в большинстве других правоохранительных и контртеррористических службах и спецподразделениях. Ниже приводится некоторое из основного вооружения FBI SWAT:
- Пистолеты — M1911A1 (.45 ACP), Glock 22 (.40 S&W), Kimber Custom[англ.] (.45 ACP)
- Пистолеты-пулемёты — HK MP5/10, UMP-45/UMP-9
- Дробовики — Remington 870, Benelli M4
- Штурмовые винтовки — HK-416, SCAR-H, SCAR-L,  Карабин M4
- Снайперские винтовки; Remington R700
- Приборы ночного видения;
- Тепловизоры;
- Дымовые, светозвуковые, газовые, осколочные гранаты;
- Прибор бесшумной стрельбы;
- Тактический фонарь;
- Электрошоковое оружие;
- Тяжёлые бронежилеты — III класс — 0101.04 (по стандарту NATO).
- Каска — MITCH 2001, MITCH 2000, SPECTRA helmet

FBI SWAT оснащается более совершенным вооружением и экипировкой, чем полицейский SWAT. К примеру, полицейским SWAT выдаётся бронежилет III-A-0101.04, защищающий от револьверных пуль .357 Magnum, .44 Magnum, а бойцам FBI SWAT — III-0101.04, способный защитить от автоматных пуль 5.56х45 NATO. FBI SWAT нередко выполняет более опасную работу, чем полицейский SWAT.

### Форма

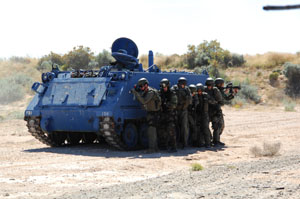
Бронетранспортёр FBI SWAT

Бойцы FBI SWAT носят разную по цвету форму в зависимости от штата. Наиболее распространённый цвет формы: оливковый, чёрный, тёмный, тёмно-бежевый. С 2012 года почти все подразделения используют камуфляж расцветки MultiCam.
У бойцов FBI SWAT есть белая надпись «FBI» спереди или сзади.

## Подготовка
- Психологическая подготовка.
- Физическая подготовка.
- Курсы выживания в экстремальных условиях.

Подготовка FBI SWAT практически ничем не отличается от подготовки своих собратьев FBI HRT, с той лишь разницей, что FBI HRT уделяет больше внимания спасению заложников.

## Транспортные средства

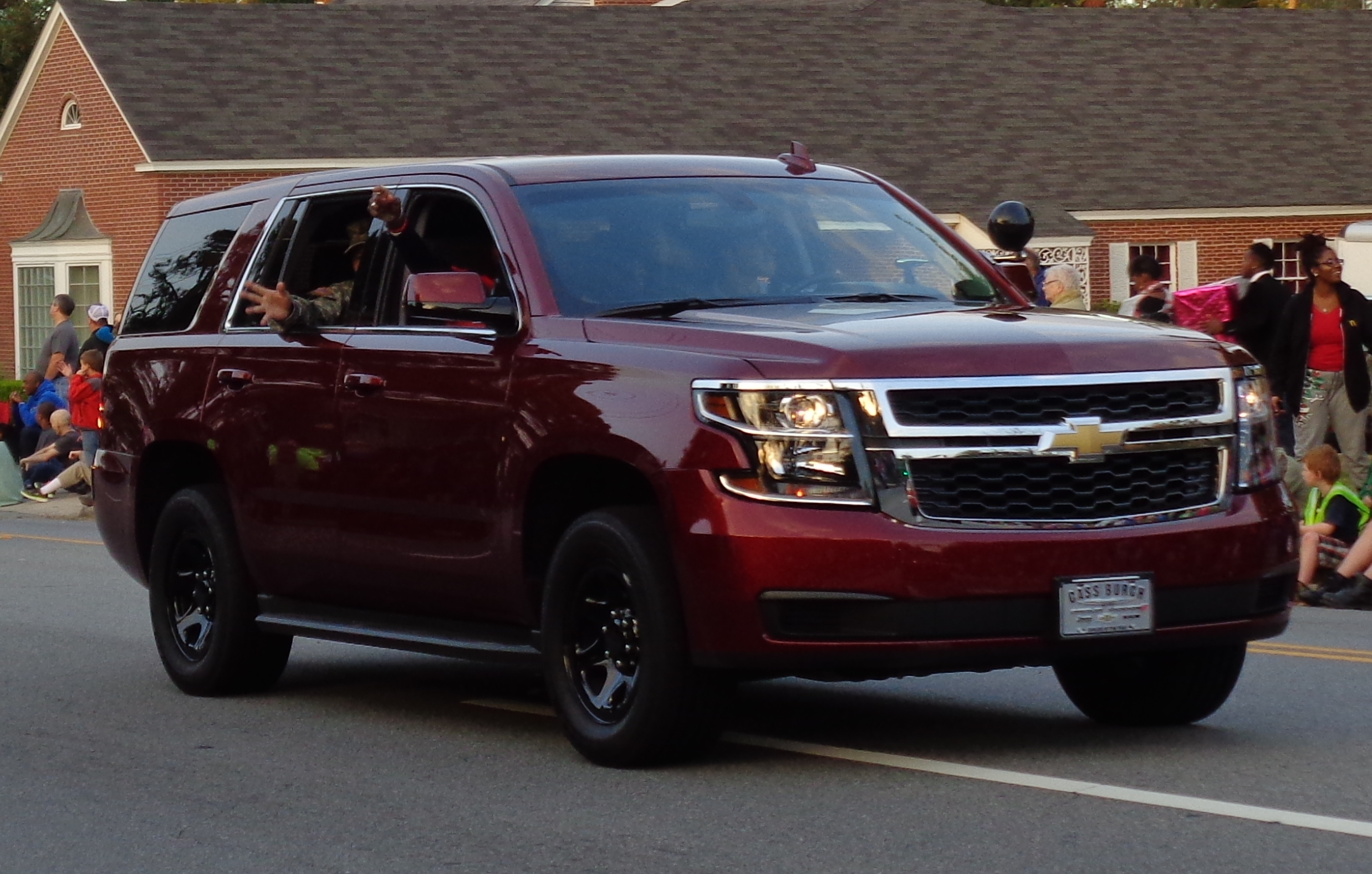
Автомобиль GMT K2UC/G, аналогичный тем автомобилям, которые использует ФБР

- Бронированные внедорожники с тонированными стёклами — служат для переброски команды FBI SWAT (обычно по 4 человека, 5-й агент ФБР за рулём).
- Вертолёты ФБР — служат для воздушной поддержки и воздушной разведки.
- Для того, чтобы работать скрытно, FBI SWAT использует целый ряд модифицированных фургонов, грузовиков и микроавтобусов.

## Расширенные команды FBI SWAT
В общей сложности девять крупных команд FBI SWAT несут обозначение «расширенные команды FBI SWAT» (англ. Enhanced FBI SWAT Teams). Они специально подготовлены, чтобы иметь возможность оказывать помощь Hostage Rescue Team. Расширенные команды FBI SWAT имеют больше полномочий, чем обычные команды. Если возникает необходимость, эти команды могут развернуться во всём мире.